# Evasione di Siegfried Lederer dal campo di concentramento di Auschwitz
La notte del 5 aprile 1944, Siegfried Lederer, un ebreo ceco, si allontanò dal campo di concentramento di Auschwitz indossando un'uniforme delle SS fornita dall'SS-Rottenführer Viktor Pestek, il quale in seguito all'infatuazione per Renée Neumann, una detenuta ebrea, e a dubbi crescenti sulla propria adesione all'ideologia nazista, tentò di "boicottare" il piano di sterminio noto come "soluzione finale". Accompagnò Lederer fuori dal campo e i due uomini si recarono insieme al Protettorato di Boemia e Moravia per ottenere documenti falsi con il proposito di liberare anche Neumann e sua madre.
Riacquistata la libertà Lederer, che era un ex ufficiale dell'esercito cecoslovacco e membro della resistenza ceca, tentò senza successo di mettere in guardia gli ebrei del ghetto di Theresienstadt sugli omicidi di massa di cui era stato testimone ad Auschwitz. Lui e Pestek tornarono ad Auschwitz nel tentativo di trarre in salvo le due donne. Pestek fu arrestato in circostanze la cui ricostruzione è controversa, e successivamente giustiziato. Lederer tornò nella Cecoslovacchia occupata, dove si unì nuovamente al movimento di resistenza e tentò di contrabbandare un rapporto su Auschwitz al Comitato internazionale della Croce Rossa in Svizzera. Dopo la guerra rimase in Cecoslovacchia. La storia della sua fuga è stata narrata da Lederer e da altri scrittori, incluso lo storico Erich Kulka.

## Siegfried Lederer

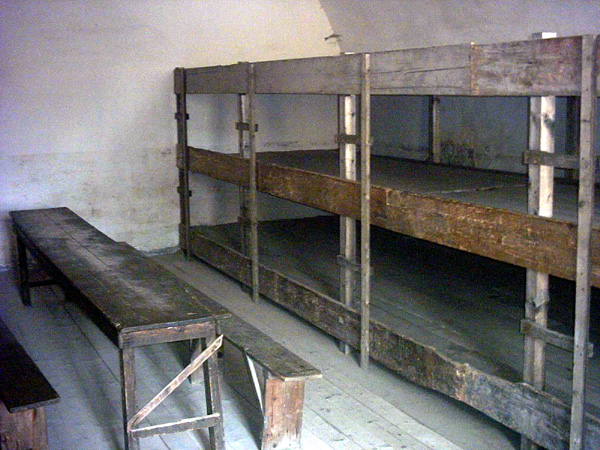
Una stanza nella piccola fortezza

Siegfried o Vítězslav Lederer (6 marzo 1904 - 5 aprile 1972) nacque in una famiglia ebrea a Písařova Vesce nei Sudeti, la parte di lingua tedesca della Cecoslovacchia. Dopo che i Sudeti furono annessi alla Germania nel 1938, si trasferì a Plzeň e svolse lavori manuali, inclusi lavori agricoli e, per un periodo, operaio in una cava di caolino. Secondo Lederer stesso, entrò a far parte dell'Associazione degli amici dell'Unione Sovietica, dove rimase influenzato dalla leader comunista Marie Škardová, e iniziò a prestare aiuto ai clandestini e distribuire pubblicazioni illegali. Lederer affermò anche di essere stato un membro del gruppo di resistenza intitolato al tenente colonnello Jaroslav Weidmann. Successivamente si unì a Plzeňák 28, un gruppo di resistenza ceco a Zbraslav così chiamato perché contava ventotto membri, tra cui Josef Pokorný, comandante della gendarmeria di Zbraslav.
Nel novembre 1939 e di nuovo nel novembre 1940, Lederer fu arrestato dalla Gestapo per presunta attività sovversiva. In entrambe le occasioni fu rapidamente rilasciato per mancanza di prove. Fu arrestato una terza volta e detenuto con altri prigionieri politici nella piccola fortezza di Theresienstadt. Il 18 gennaio 1942 fu trasferito nell'adiacente ghetto ebraico al fine di essere deportato con il successivo trasporto. Leo Holzer, il capo dei vigili del fuoco del ghetto, all'interno del quale animava un nucleo di resistenza, sentì parlare delle azioni sovversive di Lederer e riuscì a rimandare la sua deportazione reclutandolo nei vigili del fuoco. Lederer in seguito affermò di aver mantenuto i contatti con il Plzeňák 28 mentre si trovava a Theresienstadt, ma i sopravvissuti di quel gruppo testimoniarono di non aver sentito nulla da lui fino alla sua fuga. Incredibilmente, fu licenziato dai vigili del fuoco e perse la sua protezione dalla deportazione perché fu sorpreso a fumare in servizio. Trasferito nel campo di concentramento di Auschwitz il 18 dicembre 1943, Lederer fu costretto a indossare triangoli gialli e rossi, che lo contrassegnavano come ebreo e prigioniero politico. Benché ventilato da più parti, non esistono prove che abbia effettivamente preso parte al movimento di resistenza di Auschwitz.

## Viktor Pestek
Viktor Pestek (18 aprile 1924 - 8 ottobre 1944) nacque a Czernowitz, Bucovina, che allora faceva parte della Romania, da una famiglia devotamente cattolica di origini tedesche. La guardia di Auschwitz Stefan Baretzki è cresciuta nella stessa città; lui e Pestek erano amici da bambini. Pestek, il cui padre era un fabbro e un piccolo agricoltore, imparò questi mestieri da giovane. Si unì alle Waffen-SS, o per il suo innato senso dell'avventura, o perché sua madre lo persuase a unirsi. Durante il suo servizio, Pestek fu coinvolto in una azione di rappresaglia vicino a Minsk, in Bielorussia. Alla sua unità fu ordinato di attaccare un villaggio, sospettato di offrire ospitalità a dei partigiani, e di sterminarne gli abitanti. Quando i partigiani sovietici aprirono il fuoco contro i tedeschi, Pestek rimase ferito a un braccio e a una gamba. Separato dalla sua unità, si nascose in un fienile con un altro SS ferito di nome Werner.
Dopo che Werner morì per le ferite riportate, Pestek fu scovato dai partigiani, che gli risparmiarono la vita nonostante gli omicidi perpetrati dalle SS nel villaggio. L'umanità del suo nemico contribuì apparentemente a risvegliare la fede cattolica di Pestek e a fargli rivalutare le politiche fortemente oppressive del Partito Nazista. Secondo Siegfried Lederer, Pestek in seguito disse di questo incidente: "Ero un assassino, e un partigiano sovietico mi ha comunque risparmiato la vita". Al suo ritorno in un'area controllata dai tedeschi, aveva perso l'uso di una mano. Ritenuto non idoneo al servizio in prima linea, fu inviato al campo di concentramento di Auschwitz come guardia, con il grado di Rottenführer, un sottufficiale delle SS.

## Auschwitz

### Contesto

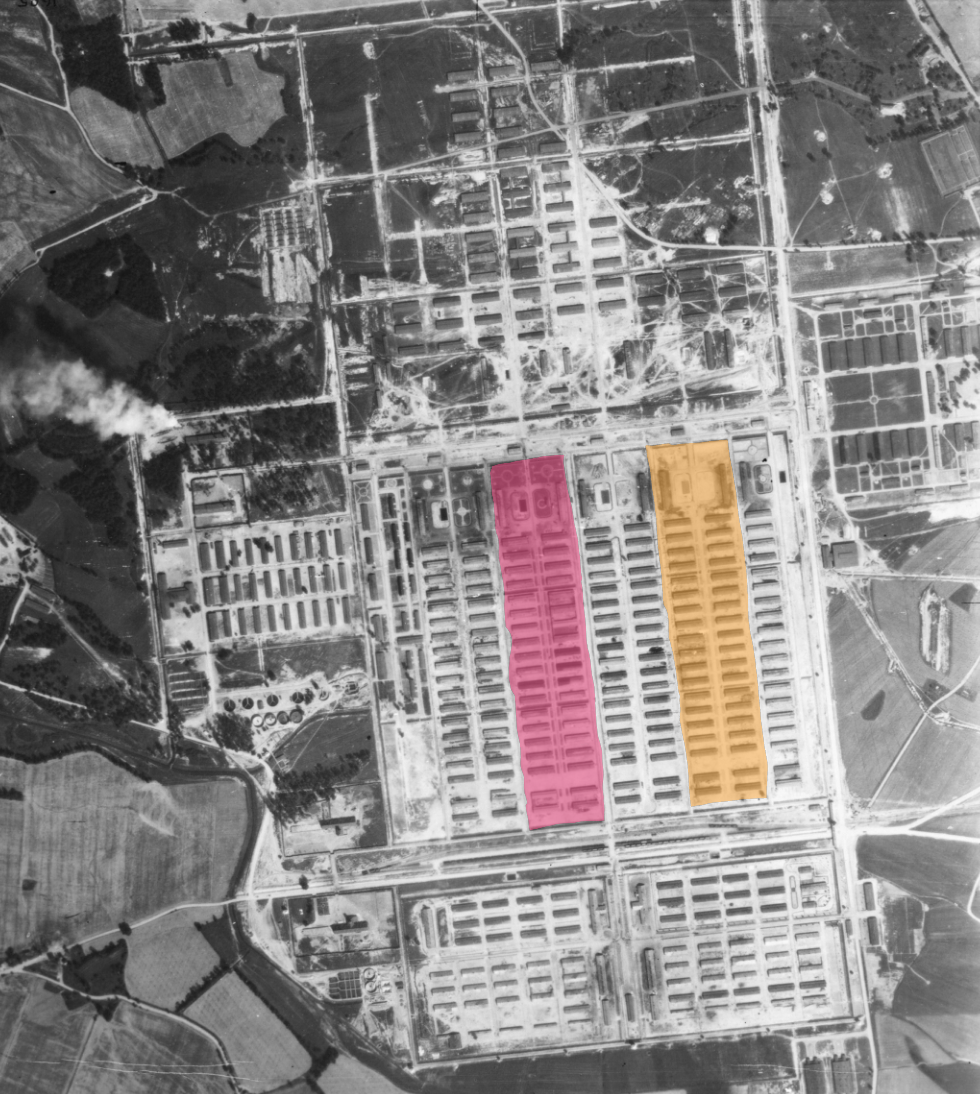
BIId (rosa) e BIIb (arancione) evidenziati in una fotografia aerea di Birkenau.

Gli ebrei trasportati da Theresienstadt ad Auschwitz tra il settembre 1943 e il maggio 1944 furono alloggiati in un blocco separato sito ad Auschwitz II-Birkenau, noto come il campo familiare di Theresienstadt. Non erano soggetti a selezione all'arrivo, potevano mantenere i loro abiti civili e non erano obbligati a radersi la testa. Alle famiglie venne permesso di stare insieme e scrivere ai loro amici e parenti nel tentativo di fuorviare il mondo esterno sull'effettiva attuazione della Soluzione Finale. I nazisti, comunque, progettavano di uccidere ogni singolo gruppo di prigionieri sei mesi dopo l'arrivo.

Pestek fu inizialmente nominato supervisore della sezione BIId di Birkenau. Sebbene assecondò rapidamente un certo debole per il commerciò di contrabbando, fu disgustato dalle uccisioni di massa ad Auschwitz e dal disprezzo di alcuni membri delle SS tedesche per i Volksdeutsche (tedeschi etnici) ivi presenti, che comprendeva la maggioranza delle guardie di Auschwitz, lui compreso. Alcuni uomini delle SS stabilirono "rapporti" con donne ebree nel campo familiare incoraggiati dal fatto che, a differenza di altri prigionieri, a loro era stato permesso di tenere i capelli. Pestek si innamorò di Renée Neumann, una prigioniera ebrea ceca detenuta nel campo familiare, sebbene non ricambiato. Fece in modo che Neumann trovasse un lavoro come impiegata nella sua baracca e si offrì di aiutarla a scappare mascherandola da donna delle SS. Le sue iniziative non sortirono gli effetti sperati, in parte perché Neumann non era disposta a lasciare sua madre, a sua volta detenuta nel campo. Secondo lo storico ceco Miroslav Kárný, in realtà fu Pestek a scartare l'idea di una fuga con Neumann e sua madre a causa della loro mancanza di contatti nella Resistenza ceca: qualcuno che potesse aiutarli fino alla fine della guerra. L'8 marzo 1944, a sei mesi esatti dal loro arrivo, gli ebrei del campo familiare che erano arrivati a settembre furono tutti gasati senza alcuna selezione preventiva. Pestek trasse in salvo Neumann e sua madre spostandole temporaneamente in un'altra baracca. Lederer fu nominato anziano della sua baracca (Blockältester) all'interno del campo familiare più tardi quel mese. Alfred Cierer, un industriale ebreo ceco, e suo figlio Jakov Tsur vi si trasferirono perché conoscevano Lederer. Rendendosi conto che avrebbe dovuto agire rapidamente per salvare la vita di Neumann, Pestek iniziò a tentare approcci con alcune figure di spicco fra i prigionieri, offrendosi di aiutarli a fuggire. Tra loro c'erano Rudolf Vrba e Alfred Wetzler, che rifiutarono l'offerta perché sospettavano si trattasse di un tranello, e consigliarono ad altri prigionieri di diffidare di Pestek. In precedenza, un SS di nome Dobrovolný, un tedesco di etnia slovacca, aveva incontrato un amico d'infanzia ebreo ad Auschwitz. Dobrovolný si è offrì di aiutarlo a fuggire, ma subito dopo lo tradì, mandandolo a una morte atroce e guadagnandosi un encomio. Questo precedente aumentò ulteriormente lo scetticismo dei deportati. Secondo Wetzler, Pestek gli disse: "Mi odio per dover guardare donne e bambini uccisi. Voglio fare qualcosa per dimenticare l'odore della carne umana che brucia e sentirmi un po' più pulito". "Pestek si avvicinò anche al ceco Josef Neumann [non parente di Renée Neumann], un kapo del Leichenkommando, responsabile dello smaltimento dei cadaveri; Neumann rifiutò".

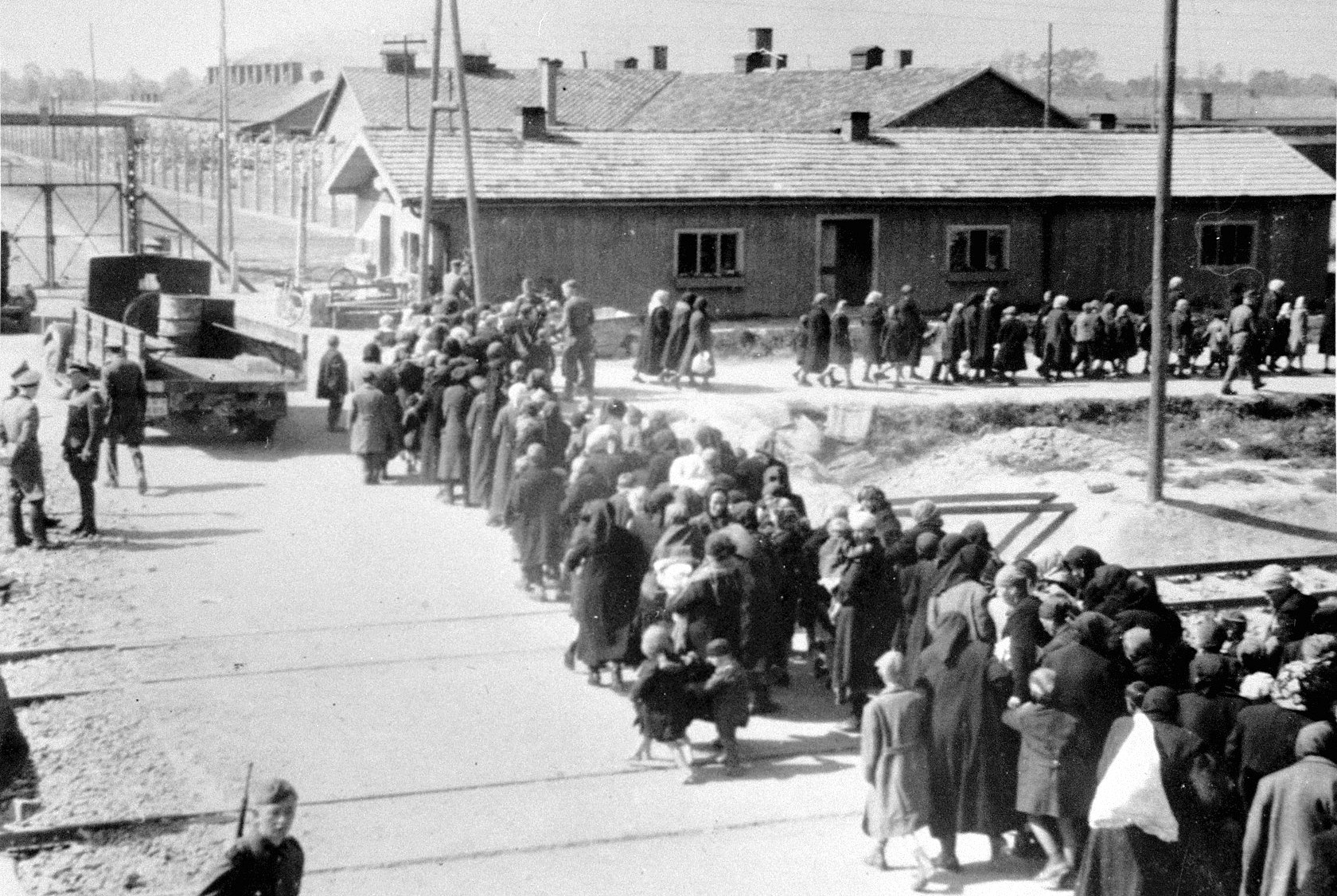
Ebrei ungheresi in cammino verso le camere a gas di Birkenau, 1944

Secondo Jakov Tsur, a Pestek capitò di scortare Cierer alla Gestapo per un interrogatorio e in quell'occasione gli prospettò una possibilità di fuga. In seguitò Cierer affermò che l'offerta consisteva solo nel trasferimento in un'altra parte del campo, non in una fuga completa. Cierer, i cui tre figli erano con lui nel campo familiare, declinò l'offerta ma suggerì il nome di Lederer. Cierer e Pestek parlarono in francese per evitare di essere capiti. Cierer in seguito condivise i suoi contatti con Lederer nella speranza che la sua fuga avesse successo, e i due uomini pianificarono insieme come diffondere notizie su Auschwitz nel mondo esterno, un proposito che comunicarono a Pestek solo dopo la fuga. Altre fonti affermano che fu Lederer ad essere scortato alla Gestapo da Pestek.
Dal momento che si trovava recluso in un campo di sterminio e poiché era stato arrestato per le sue attività di resistenza, Lederer stimò di non avere nulla da perdere. Disse a Pestek che era ricco e che i suoi contatti nel mondo esterno avrebbero aiutato Pestek e Neumann. Pestek e Lederer pianificarono la loro evasione, cui avrebbe fatto seguito un ritorno ad Auschwitz per trarre in salvo Neumann. Lederer sarebbe uscito dalla porta principale travestito da SS. Dopo aver ottenuto documenti falsi nel Protettorato, Lederer e Pestek sarebbero tornati, impersonando ufficiali delle SS, e presentando un mandato della Gestapo contraffatto per l'arresto di Renée Neumann e sua madre. Il personale di Auschwitz avrebbe fornito un'auto e un autista, che sarebbe stato ucciso sulla strada lungo la stazione della Gestapo. Dopo aver eliminato il corpo, i fuggitivi avrebbero preso un treno espresso per il Protettorato. Il piano si basava sulla conoscenza della burocrazia di Pestek, derivante dalla sua esperienza nell'ufficio dei trasporti.
Poiché all'epoca dei fatti Pestek era classificato come soldato ferito in combattimento, sfruttò il lungo congedo cui aveva diritto, e lo richiese per il 6 aprile 1944. Il 3 aprile rubò un'uniforme delle SS, una pistola e un libro contabile per Lederer, che li nascose in una doppia parete. Prima di effettuare il suo turno di guardia al cancello del campo la notte del 5 aprile, Pestek aveva lasciato una bicicletta vicino alla baracca di Lederer come segnale di via libera. Pestek fornì alle altre guardie la giusta parola d'ordine, aggiunse che Lederer era in servizio speciale, ed entrambi gli uomini uscirono in bicicletta dal cancello principale. Andarono alla stazione ferroviaria fuori Auschwitz e presero un treno per Praga, evitando il controllo di frontiera fingendo di essere ispettori addetti al controllo dei bagagli. L'assenza di Lederer fu scoperta la mattina del 6 maggio da un uomo delle SS che ispezionava il campo familiare, il quale aveva visto una donna uscire dal blocco di Lederer ed era intervenuto per indagare, scoprendo così per caso che Lederer era scomparso. Alle 11:30, l'SS-Sturmbannführer Friedrich Hartjenstein, il comandante di Auschwitz II-Birkenau, inviò un telegramma alla polizia tedesca informandoli che Lederer era fuggito, probabilmente travestito da SS-Rottenführer. Un altro telegramma quattro ore dopo riferì che un uomo delle SS, presumibilmente Pestek, era sospettato di averne agevolato la fuga. Cierer e altri sospettati di essere vicini a Pestek o Lederer furono immediatamente interrogati.

## Seguito

### Documenti falsi
A Praga, Pestek e Lederer vendettero gioielli che Lederer si era procurato al mercato nero di Auschwitz e comprarono abiti civili. Modificarono altresì le loro uniformi per assomigliare a soldati delle Waffen-SS invece che a semplici guardie del campo di concentramento. Da Praga andarono a Plzeň, dove i due fuggitivi si nascosero presso Josef Černík, un ex ufficiale dell'esercito cecoslovacco che aveva precedentemente aiutato Lederer a trovare lavoro. La polizia rese pubblica una fotografia di Lederer, senza tuttavia offrire alcuna ricompensa per la sua cattura. Brigitta Steiner, la figlia di un amico di Lederer, gli fornì falsi documenti da comune cittadino. Era una Mischling, la cui parziale ascendenza tedesca la scampò dalla deportazione. Raccontò loro anche di Faltys, un ebreo nascosto a Praga che avrebbe potuto contraffarre il resto dei documenti, inclusa la documentazione da ufficiale delle SS per Pestek e Lederer, che avrebbe conferito loro l'autorità per "arrestare" Renée Neumann e sua madre. Faltys chiese per questi servigi una tariffa esorbitante, ma offrì uno sconto se i due fossero riusciti a prelevare da Auschwitz un'altra donna da lei segnalata.
Diverse persone aiutarono Lederer a nascondersi durante l'estate del 1944. Nel maggio 1944, Lederer viveva in clandestinità a Praga con Bedřich e Božena Dundr, a Vinohrady, Mánesova n. 16. In seguito si spostò presso il fratello della signora Dundr, Adolf Kopřiva, a Na Závisti, Zbraslav, un sobborgo di Praga. Le famiglie Černík, Dundr e Kopřiva collaborarono strettamente, fornendo a Lederer generi di conforto e riparo, attività per la quale Černík e sua moglie furono intercettati e interrogati dalla Kriminalpolizei. Josef Plzák, che aveva conosciuto Lederer durante la resistenza, fu arrestato nel giugno 1944 perché sospettato di averne agevolato la latitanza. Plzák fornì assistenza a coloro che nascondevano Lederer e non lo tradì mai. Steiner, un impiegato di banca tedesco di nome Ludwig Wallner la cui cognata ebrea era stata deportata ad Auschwitz, e altri tre furono incriminati dalle autorità naziste per aver nascosto Pestek e Lederer e fornito loro documenti falsi.

### Irruzione a Theresienstadt
Il 20 aprile Lederer fece la prima di quattro o cinque visite al Ghetto di Theresienstadt. Con suo stupore, Lederer scoprì di non essere il primo evaso da Auschwitz a portare notizie di esecuzioni di massa mediante gas. Il rabbino Leo Baeck, uno dei leader dell'autogestione ebraica, era già stato informato da un evaso anonimo nell'agosto del 1943. Lederer si recò nel vicino villaggio di Travčice, dove incontrò Václav Veselý, un barbiere che regolarmente entrava nel ghetto per radere le guardie ceche; conosceva Lederer e aveva aiutato gli ebrei in passato. Veselý spiegò a Lederer come evitare le sentinelle, approfittando di un punto morto della sorveglianza nei pressi di un ospedale situato fuori dal perimetro del ghetto. Lederer attraversò il terreno aperto fuori dal ghetto mentre la sentinella guardava dall'altra parte e passò attraverso una recinzione.

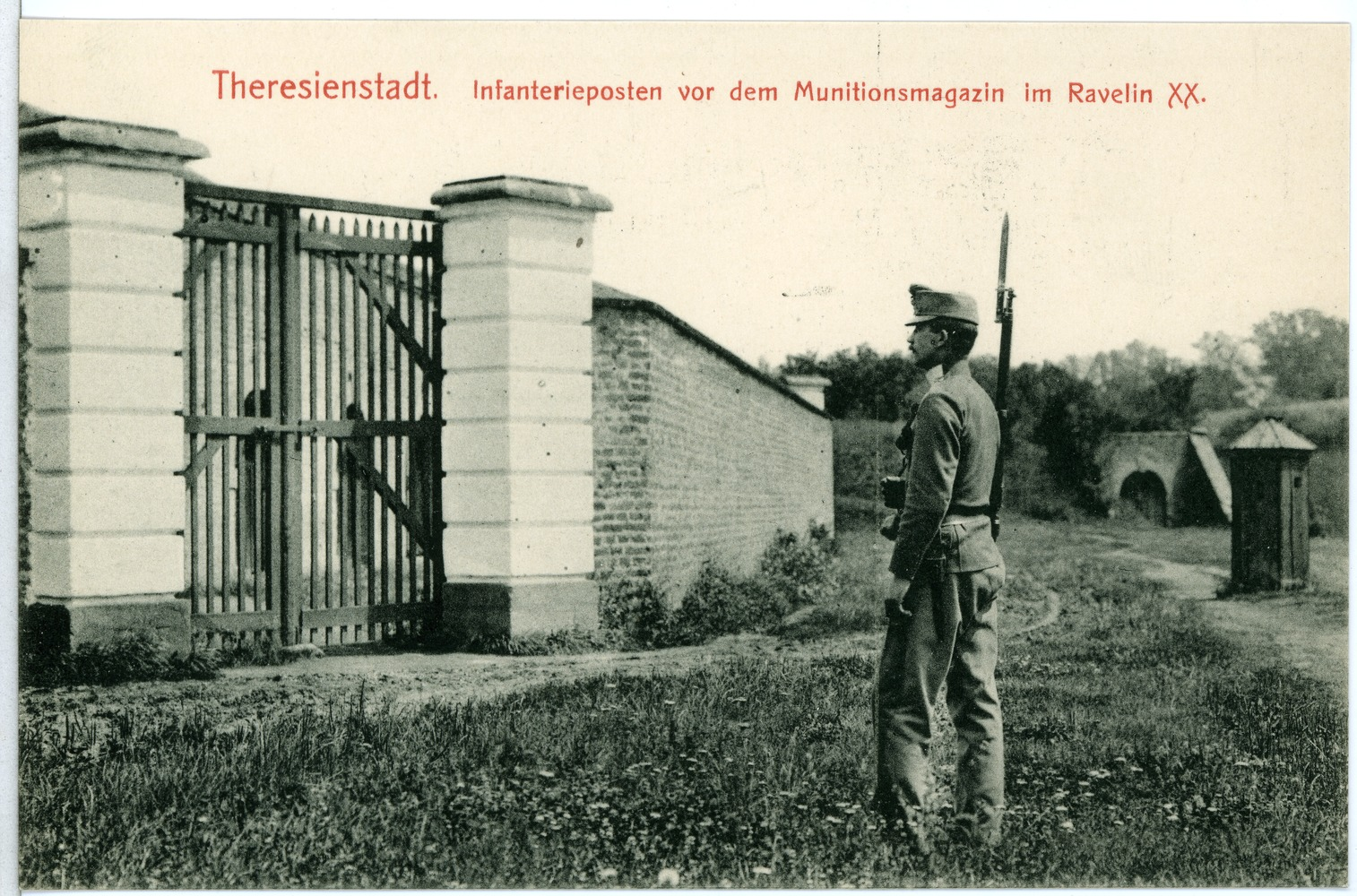
Fortificazioni di Theresienstadt (1910)

Lederer raccontò a Leo Holzer ciò a cui aveva assistito ad Auschwitz e, secondo la sua successiva testimonianza, informò anche Jirka Petschauer, il capitano della polizia ebraica all'interno del ghetto, e Otto Schliesser, membro del Consiglio degli anziani. Holzer a sua volta informò Baeck e Paul Eppstein, capo dell'auto-amministrazione. Eppstein, Baeck e Holzer concordarono che la verità su Auschwitz doveva essere tenuta rigorosamente segreta, per il timore degli effetti che la diffusione di simili notizie avrebbero prodotto sui 35.000 prigionieri a Theresienstadt in quel momento. Sebbene le voci sul destino che li attendeva ad Auschwitz si fossero già diffuse nel ghetto, molte persone si rifiutavano di prenderle per vere. Quasi tutti gli ebrei che furono deportati nel campo familiare nel maggio 1944 non erano a conoscenza della precedente visita di Lederer a Theresienstadt, e i pochi che ebbero accesso ai rapporti di Lederer non fecero alcun tentativo di sottrarsi alla deportazione. Persino i membri della resistenza nei vigili del fuoco si opposero alla resistenza armata, confidando nella visita della Croce Rossa del giugno 1944 per garantire la sopravvivenza degli ebrei di Theresienstadt.
Nel tentativo di spiegare la tiepida reazione alla prospettiva di una morte imminente, lo storico israeliano e sopravvissuto Jakov Tsur ha affermato che nessuno era in grado di comprendere Auschwitz fino a quando non fosse arrivato là, e avesse preso parte a una selezione per le camere a gas. Miroslav Kárný disse che lui e i suoi amici avevano saputo prima della loro deportazione (avvenuta il 28 settembre 1944) dell'esistenza delle camere a gas ad Auschwitz, ma che "nessun essere umano poteva accettare questi fatti come verità". Lederer effettuò due o tre viaggi nel ghetto a maggio, contrabbandando armi e parti di un trasmettitore radio che aveva ricevuto da Josef Pokorný.

### Ritorno ad Auschwitz
Pestek e Lederer tornarono ad Auschwitz, tra la fine di aprile e i primi di giugno, progettando di salvare Renée Neumann, sua madre e la donna segnalata da Faltys. La ricostruzione di ciò che avvenne è controversa. È certo che le SS arrestarono Pestek e che Lederer sfuggì alla cattura. Secondo Kárný, su Pestek gravava l'infrazione di essersi assentato oltre il termine di scadenza della licenza, inoltre era sospettato di aver aiutato Lederer a fuggire. Stando così le cose il successo dell'operazione era impossibile. Lederer riferì che Pestek aveva lasciato alcuni oggetti di valore presso una ragazza polacca a Myslowitz e che l'ipotesi più probabile sia che lei lo avesse denunciato quando questi cercò di recuperarli. Kárný contesta che Lederer sapesse che la donna lo aveva tradito dal momento che, secondo lo stesso Lederer, egli era rimasto alla stazione ferroviaria di Auschwitz mentre Pestek proseguì per Myslowitz. Kárný ritiene che i racconti contrastanti rendano impossibile sapere cosa sia realmente successo, ed è convinto che il racconto di Lederer non sia attendibile.
In seguito Josef Neumann raccontò di essere stato a sua volta avvicinato, in quei giorni, da uno sconosciuto delle SS, probabilmente Pestek, che gli offrì la fuga. La loro azione venne scoperta. Neumann e Pestek furono presi, ammanettati insieme e portati via; entrambi vennero interrogati e torturati nel Blocco 11. La guardia delle SS Stefan Baretzki, che conosceva bene Pestek, testimoniò che Pestek era stato arrestato a Birkenau. Baretzki dichiarò di aver visto guardie delle SS picchiare Pestek. Ryszard Henryk Kordek, un prigioniero, disse che Baretzki aveva lanciato l'allarme per il ritorno di Pestek e che Baretzki era una delle guardie che lo avevano picchiato. L'uomo delle SS Perry Broad disse di aver sentito alcuni Kapo vantarsi di aver braccato e catturato Pestek nei boschi intorno al campo. Kárný ipotizza che Pestek, rendendosi conto di essere stato riconosciuto, abbia rinunciato ai suoi piani per salvare Renée Neumann e sua madre, e quindi abbia rivolto l'offerta a Josef Neumann. Pestek fu condannato a morte dal plotone di esecuzione a Kattowitz per diserzione e per aver favorito dei detenuti. Fu giustiziato a Międzybrodzie Bialskie l'8 ottobre 1944 alle 7:04. I membri dell'unità di Pestek hanno riferito di aver ricevuto l'ordine, come di consueto nei campi di sterminio nazisti in casi simili, di assistere all'esecuzione. Durante la seconda liquidazione del campo familiare nel luglio 1944, Neumann e sua madre furono selezionate per i lavori forzati nella zona di Amburgo. Entrambe sono sopravvissute alla guerra.

### Contrabbando di un rapporto in Svizzera
All'inizio di giugno, Lederer tentò di far giungere un rapporto su Auschwitz al Comitato internazionale della Croce Rossa (CICR) nella Svizzera neutrale. A Plzeň incontrò il giornalista ceco Eduard Kotora, al quale confidò i suoi progetti. Kotora accompagnò Lederer alla stazione di Křimice, dove quest'ultimo salì su un treno. Usando documenti falsi forniti da Steiner e un falso permesso di lavoro fornito dalla resistenza di Zbraslav, Lederer proseguì fino alla stazione di Škodovák, utilizzata da molti cechi che attraversavano il confine per lavorare presso lo stabilimento di Škoda nei Sudeti. Secondo Lederer, fu poi portato a Costanza, vestito alternativamente da civile e da ufficiale delle SS. Incontrò la vedova di Werner, collega delle SS di Pestek che fu ucciso in azione in Bielorussia, e le diede alcuni dei beni personali di Werner che erano finiti nelle mani di Pestek. La signora Werner presentò Lederer al capitano di una barca ormeggiata sul Lago di Costanza, il quale accettò di far passare il rapporto attraverso il confine in Svizzera e di inviarlo al CICR.
Non ci sono prove che il rapporto sia arrivato a destinazione, e nemmeno che Lederer lo abbia effettivamente inviato come da lui descritto. Kárný scrive che l'ipotesi più probabile è che lo skipper abbia distrutto il rapporto per evitare difficoltà con il controllo di frontiera. Secondo lo storico ceco Erich Kulka, il CICR probabilmente non ha mai ricevuto il rapporto. Lederer disse nel 1967 che aveva avuto l'opportunità di scappare in Svizzera ma aveva scelto di non farlo perché la sua famiglia era già stata uccisa dai tedeschi e si sentiva obbligato a continuare a combattere. Secondo Kárný, Lederer considerava la fuga in Svizzera come vigliaccheria e diserzione, anche se Kárný osserva che la sua testimonianza su Auschwitz sarebbe stata più credibile se l'avesse consegnata di persona.

### Epilogo

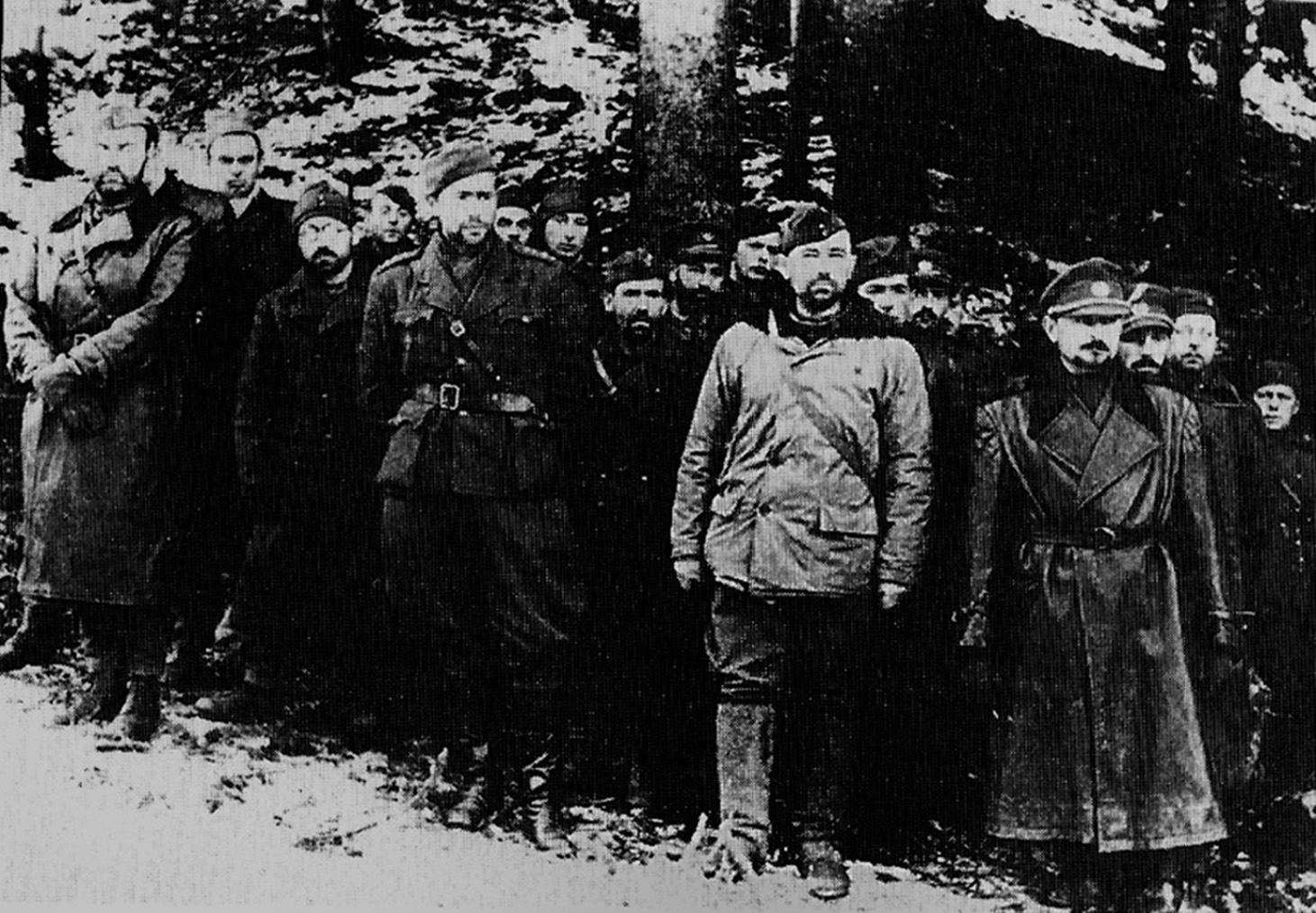
Partigiani slovacchi durante la rivolta

Secondo la sua ricostruzione, Lederer si unì al gruppo partigiano di Kriváň e cercò di attraversare il confine per combattere nella rivolta nazionale slovacca (agosto-ottobre 1944), rimanendo ferito nel tentativo. A novembre, fece la sua ultima visita a Theresienstadt, rimanendo circa otto giorni per compilare un rapporto dettagliato sulla piccola fortezza, il ghetto e le caserme dei Sudeti in cui i tedeschi avevano trasferito gli archivi del Reichssicherheitshauptamt (Direzione Generale del Dipartimento per la Sicurezza del Reich) nel 1943. Il rapporto di Lederer conteneva informazioni per le quali, secondo Kárný, "ogni servizio segreto alleato avrebbe dato qualsiasi cosa" per entrane in possesso. Non ci sono prove che Lederer abbia cercato di inviarlo agli Alleati.
In seguito, Lederer disse che tornò a Zbraslav e si unì a un gruppo partigiano intitolato a SP Vezděněv e continuò la sua attività con Plzeňák 28. Secondo Kárný, il ruolo di Lederer in quest'ultimo gruppo, che nel 1944 si concentrò sul sabotaggio della fabbrica di condensatori Roderstein e di una locale installazione della Wehrmacht non è chiaro. Kulka non è d'accordo, affermando che il rapporto sulle attività di Lederer nel gruppo Plzeňák 28 conferma la sua testimonianza "nei minimi dettagli". Lederer rimase in Cecoslovacchia dopo il colpo di Stato del 1948 e si sposò. Morì a Praga nel 1972, all'età di 68 anni.

## Valutazione
Pestek era una delle sole due o tre guardie di Auschwitz che abbiano rischiato la vita per aiutare i detenuti a fuggire. Secondo lo storico austriaco e sopravvissuto ad Auschwitz Hermann Langbein, le sue azioni in particolare indicano i limiti della gerarchia totalitaria assoluta imposta dai leader delle SS. Langbein valuta le azioni di Pestek in modo più favorevole rispetto a quelle delle guardie che hanno aiutato i detenuti a fuggire durante l'evacuazione del campo nel gennaio 1945, chiaramente spinti dalla speranza di evitare la punizione per i loro crimini. Un sopravvissuto ha descritto Pestek come "una persona decente che non ha mai picchiato i detenuti" e Yehuda Bacon ha detto che era "più umano" delle altre guardie delle SS. Secondo quanto riferito, i prigionieri cechi nel campo familiare lo chiamavano "miláček", che in ceco significa "tesoro". Bacon ha anche detto che Pestek ha mantenuto un contatto confidenziale con Fredy Hirsch, un leader nel campo familiare fino alla sua morte nella liquidazione dell'8 marzo. Secondo la psicologa Ruth Linn, Pestek potrebbe aver aiutato Lederer nel tentativo di prendere le distanze dai crimini nazisti perché la sua casa in Bucovina era stata recentemente occupata dall'avanzata dell'Armata Rossa. Pestek non è riconosciuto come Giusto tra le nazionida Yad Vashem.
Sebbene descritto come "una delle fughe più bizzarre" della seconda guerra mondiale dallo storico Alan J. Levine, l'impresa di Lederer fu oscurata dal caso di Rudolf Vrba e Alfred Wetzler due giorni dopo, che produsse il Rapporto Vrba-Wetzler. Sebbene alcuni autori, tra cui Levine, abbiano collegato il rapporto di Lederer al fatto che la seconda liquidazione del campo familiare ha risparmiato coloro che potevano lavorare, Miroslav Kárný sottolinea che la decisione è stata presa a causa della crescente carenza di manodopera. Kárný, che riteneva che le azioni di Lederer non avessero bisogno di abbellimenti, ha scoperto che Lederer e il giornalista ceco Eduard Kotora, che ha pubblicizzato le azioni del primo, le hanno esagerate. Queste distorsioni furono ripetute acriticamente da altri scrittori. Un resoconto influente, sebbene screditato, della fuga fu il libro semi-immaginario del 1966 di Erich Kulka Fuga da Auschwitz. Lo storico israeliano di origine ceca Yehuda Bauer ha scritto nell'introduzione del libro che "La storia raccontata da Erich Kulka non è una finzione". Kulka affermò che il suo lavoro era storicamente accurato, anche mentre lo descriveva come un "romanzo storico".